# Barranc de la Torrentera
El Barranc de la Torrentera és un barranc del terme de Castell de Mur, a cavall dels antics termes de Guàrdia de Tremp i de Mur, al Pallars Jussà.
Es forma al lloc de Font Truïda, un circ de barrancs que conflueixen formant el barranc de la Torrentera, prop de la Font Truida, entre l'Obac del Pui, l'Obaga de Ponet i l'Obac del Barranc de l'Espona i la Solana de Mascaró (per això se l'anomena també llau de Mascaró). Des d'aquest lloc davalla cap al sud-est, fent una ampla corba cap al nord, per abocar-se en la Noguera Pallaresa al sud de la Casa de l'Espona, prop de la Cabana del Cabaler.